# یوزف کادرابا
یوزف کادرابا (چکی: Josef Kadraba; ۲۹ سپتامبر ۱۹۳۳ – ۵ اوت ۲۰۱۹) بازیکن فوتبال اهل چکسلواکی بود.
از باشگاه‌هایی که در آن بازی کرده‌است می‌توان به باشگاه فوتبال اسلوان لیبرتس، باشگاه فوتبال اسپارتا پراگ، و باشگاه فوتبال اسلاویا پراگ اشاره کرد.
وی همچنین در تیم ملی فوتبال چکسلواکی بازی کرده‌است.